# Karl Wittgenstein
Karl Otto Clemens Wittgenstein (Gohlis, 8 aprile 1847 – Vienna, 20 gennaio 1913) fu un industriale austriaco, magnate della metallurgia e della siderurgia. È noto anche per l'intensa attività di mecenatismo che svolse a beneficio degli artisti viennesi della sua epoca.

## Biografia
La famiglia Wittgenstein aveva acquisito questo nome all'inizio del XIX secolo, quando Moses Maier, che lavorava come funzionario per la nobile casata tedesca dei Sayn-Wittgenstein, aveva dovuto cambiare cognome, in quanto ebreo, in ossequio a un editto di Napoleone, ed era dunque diventato Moses Wittgenstein. Suo figlio Hermann Wittgenstein, il nonno di Ludwig, tentò di allontanarsi dalle sue origini ebraiche assumendo il nome di Hermann Christian Wittgenstein e proibendo di imparentarsi con ebrei agli undici figli (otto femmine e tre maschi) avuti dalla moglie Fanny; costei proveniva a sua volta da una famiglia ebrea, i viennesi Figdor, ma si era convertita alla religione protestante prima del matrimonio. Nel 1851 la famiglia Wittgenstein, arricchitasi con il commercio della lana a Lipsia, si trasferì a Vienna e si integrò nella classe professionale della capitale asburgica; qui essa esercitò un felice mecenatismo nei confronti di musicisti come Joseph Joachim e Johannes Brahms.

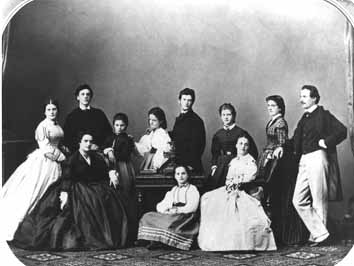
Karl Wittgenstein (secondo da sinistra) con i fratelli.

Karl Wittgenstein, nato a Gohlis, presso Lipsia, l'8 aprile 1847, era stato tra i figli di Hermann Christian l'unico a rifiutare di sottomettersi al volere paterno, secondo il quale avrebbe dovuto studiare con un tutore privato. Dopo due tentativi di fuggire di casa, il secondo dei quali era riuscito e aveva condotto Karl fin negli Stati Uniti, egli riuscì a convincere il padre a consentirgli di dedicarsi allo studio dell'ingegneria meccanica. Terminati gli studi alla Technische Hochschule di Vienna e l'apprendistato, egli fece rapidamente carriera prima come progettista, poi come dirigente. A partire dal 1872, nel giro di una decina d'anni egli divenne un grande magnate dell'industria metallurgica e siderurgica, il cui patrimonio era secondo in Austria-Ungheria solo a quello dei Rothschild.
Nel 1873 Karl aveva sposato Leopoldine Kalmus, figlia dell'ebreo Jakob Kalmus e della cattolica Marie Stallner, entrambi rappresentanti di famiglie altolocate. La coppia ebbe otto figli, che vennero battezzati come cattolici: dal maggiore al minore: Hermine, Hans, Kurt, Rudolf, Margarethe, Helene, Paul e Ludwig.
La casa dei Wittgenstein a Vienna era frequentata da alcuni degli artisti più importanti del panorama austriaco dell'epoca, come i grandi musicisti Brahms, Mahler, Walter, Labor, che erano loro ospiti regolari e traevano beneficio dal loro generoso mecenatismo, guidato dalla competenza di Leopoldine. Karl collezionava opere, tra gli altri, di Moser, Rodin e Klimt; di quest'ultimo finanziò il Palazzo della Secessione e il pannello Filosofia, commissionandogli inoltre il ritratto nuziale della figlia Margarethe.

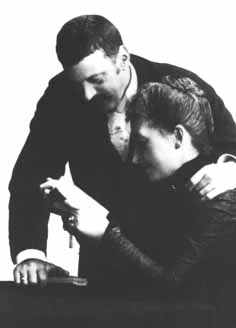
Karl Wittgenstein e la moglie Leopoldine, nata Kalmus.

I figli di Karl Wittgenstein, tutti molto brillanti, avrebbero desiderato partecipare al fermento culturale della propria epoca. Hans era un pianista dotato, dal talento precoce, considerato addirittura un genio; scontratosi contro il ferreo desiderio paterno di vederlo diventare il suo successore alla guida dell'impero industriale Wittgenstein, Hans scappò negli Stati Uniti con l'intenzione di avviare una carriera musicale, ma scomparve nel 1902. Si ritiene che si suicidò. Un destino simile ebbe Rudolf, per cui il padre aveva pianificato la stessa carriera di uomo d'affari; fuggito a Berlino, nel 1903, per diventare attore di teatro, egli si avvelenò col cianuro nel maggio 1904.
Kurt divenne invece, effettivamente, dirigente di industria. In ogni caso, constatati i terribili effetti sortiti dalle sue pressioni pedagogiche su due dei suoi figli maschi maggiori, Karl Wittgenstein mutò atteggiamento nei confronti dei due più piccoli: Paul e Ludwig furono lasciati maggiormente liberi di seguire le proprie inclinazioni. Paul frequentò un Gymnasium, cioè una scuola orientata verso le materie classiche, a Vienna, e più tardi intraprese la carriera di pianista (dopo che egli ebbe perso un braccio durante la Grande Guerra, Maurice Ravel scrisse per lui il Concerto per pianoforte per la mano sinistra).
Ludwig, pur tormentato da profonde inquietudini esistenziali e assalito da crisi di depressione, sarebbe divenuto uno dei filosofi più importanti del XX secolo, autore del Tractatus logico-philosophicus (scritto in gran parte sotto le armi, durante la prima guerra mondiale) e delle Ricerche filosofiche.
Nel 1898, all'età di 52 anni, Karl Wittgenstein si ritirò da tutti i ruoli dirigenziali, trasferendo all'estero gran parte delle sue proprietà e mettendo al sicuro il suo patrimonio. Morì a Vienna il 20 gennaio 1913.